# Jakob (aartsvader)

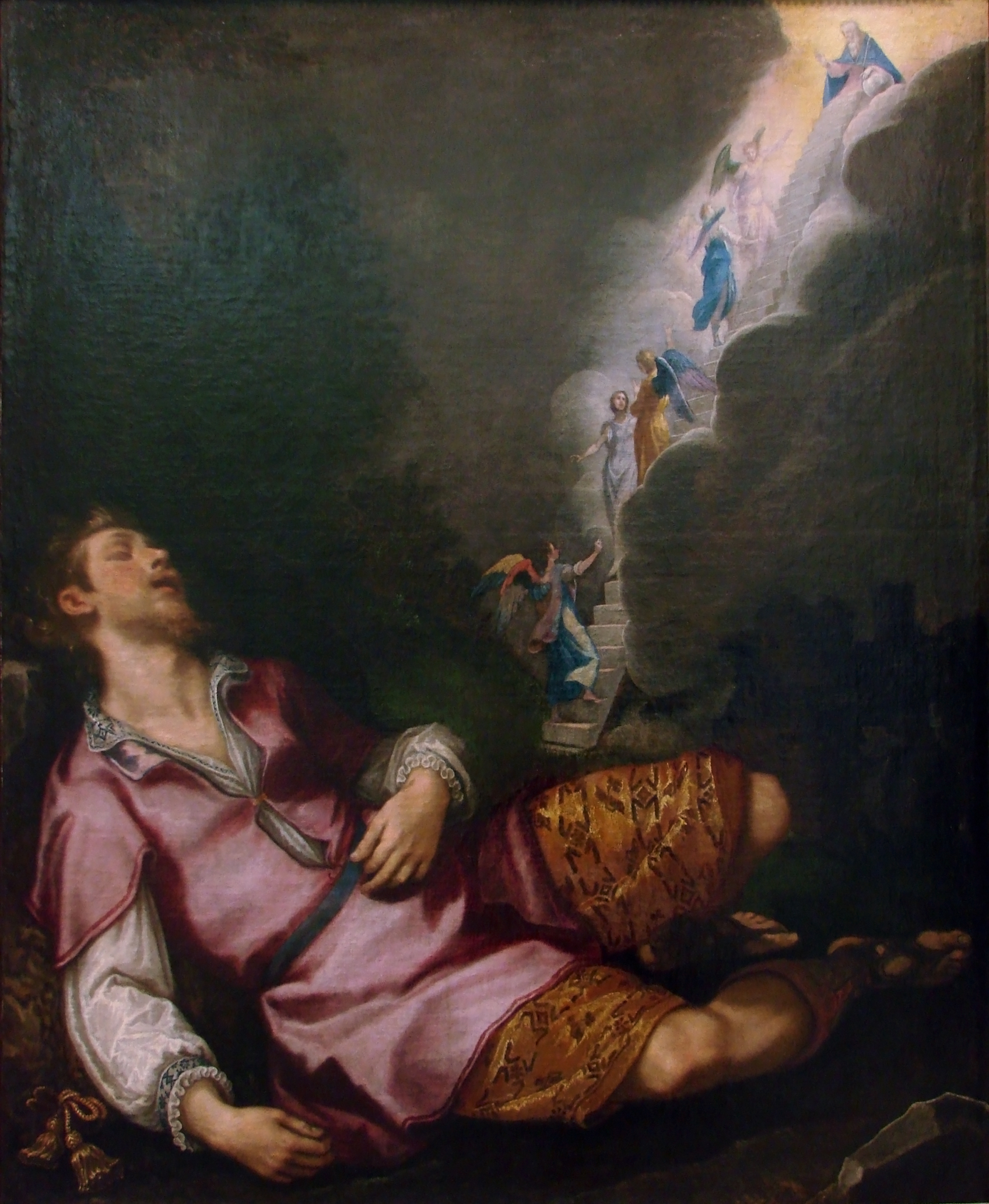
Jakobs visioen van de Jakobsladder - Cigoli (Lodovico Cardi), 1593, olieverf op doek, Musée des Beaux-Arts de Nancy

Jakob, Jacob of Ja'akow (Hebreeuws: יַעֲקֹב ja‘ǎqov, "God / de godheid beschermt" of "moge God / de godheid beschermen", later ook Israël genoemd, is volgens de Hebreeuwse Bijbel de derde aartsvader, na zijn grootvader Abraham en vader Isaak. Hij wordt ook wel "hielenlichter" genoemd, omdat hij bij de geboorte de hiel van zijn tweelingbroer Esau vasthield (Genesis 25:26).
Jakob is de stamvader van de Israëlieten, waarvan de oorspronkelijke twaalf stammen uit zijn twaalf zoons ontstaan zijn. Om die reden werd de naam ook gebruikt om het volk Israël aan te duiden en na de opsplitsing van het rijk als aanduiding voor het noordelijke koninkrijk Israël, terwijl het zuidelijke koninkrijk Juda werd genoemd. Na de vernietiging van het noordelijke koninkrijk in 722 v.Chr. werd Jakob ook gebruikt om het zuidelijke koninkrijk aan te duiden.

## Leven

### Jeugd
Het verhaal over Jakob in de Hebreeuwse Bijbel begon al voor zijn geboorte. Net als zijn grootouders Abraham en Sara bleven zijn ouders Isaak en Rebekka lang kinderloos. Isaaks smeekbede aan JHWH keerde de onvruchtbaarheid. Maar de zwangerschap was niet zonder complicaties en Rebekka vroeg JHWH daarom om raad. Gods antwoord dat zij twee volken in haar schoot droeg, het ene volk machtiger zou zijn dan het andere en de oudste de jongste zou dienen (Genesis 25:23), wees de lezer erop dat het verhaal zo moest worden gelezen dat de individuen Jakob en zijn oudere tweelingbroer Esau een aanduiding waren voor de volken Israël (vergelijk Genesis 32:29, 35:10) en Edom (vergelijk Genesis 25:30). Het verhaal over de conflicten tussen de broers betrof in werkelijkheid de conflicten tussen de beide volken.
De tweelingbroers Jakob en Esau konden niet meer van elkaar verschillen: Esau was de man van de jacht en lieveling van Isaak, terwijl de rustige Jakob de favoriet van Rebekka was en bij de tenten bleef (Genesis 25:27-28). Jakob ruilde het eerstgeboorterecht met de hongerige Esau voor een bord linzensoep en brood, waardoor Jakob de hoofderfgenaam van Isaak werd (Genesis 25:29-34). De orakeluitspraak leek hiermee uit te komen.
Toen Isaak op hoge leeftijd was gekomen en zijn einde voelde naderen, riep hij Esau tot zich om hem de zegen te geven die paste bij het eerstgeboorterecht. Rebekka hoorde dit en bedacht een list om Isaak de zegen aan Jakob te laten geven. Terwijl Esau op verzoek van Isaak op jacht was, deed Jakob kleding van Esau aan en bereidde een maaltijd voor Isaak. Omdat Esau sterk behaard was, bedekte Jakob zijn gladde huid met geitenvellen. Hierna ging hij naar Isaak en deed alsof hij Esau was en vroeg om zijn zegen. Isaak trapte in de list en gaf Jakob de zegen van de eerstgeborene. Toen Esau terugkwam, was hij woedend en wilde dat zijn vader hem alsnog de zegen van de eerstgeborene gaf, maar Isaak kon dit niet meer terugdraaien (Genesis 27:1-40). Esau haatte Jakob hierna en nam zich voor hem te vermoorden zodra de rouw over zijn vader voorbij was. Rebekka adviseerde Jakob daarom te vluchten naar zijn oom Laban in Charan en bespeelde Isaak zodanig dat hij Jakob naar Charan stuurde om te zoeken naar een geschikte vrouw (Genesis 27:41-28:5).
Onderweg naar Charan had Jakob zijn visioen over de Jakobsladder, een ladder die de hemel en aarde verbond en waarop hij Gods engelen zag stijgen en dalen en waarop JHWH zelf verscheen. Op dit dieptepunt van zijn leven, kreeg Jakob de belofte van JHWH dat hij stamvader zou worden van een machtig en talrijk volk en dat hij altijd de bescherming van JHWH zou genieten. Jakob beschouwde de grond waarop hij had geslapen als huis van God en de poort van de hemel. Daarom gaf hij de plaats de naam Betel, "huis van God" (Genesis 28:10-22).

### Charan
Direct na zijn aankomst in Charan ontmoette Jakob Rachel met haar kudde. Haar vader Laban nam Jakob direct op in zijn huishouden. Jakob verplichtte zich zeven jaar voor Laban te werken om Rachel als vrouw te verwerven. Maar in de huwelijksnacht bedroog Laban Jakob door hem aan zijn oudste dochter Lea te verbinden. Toen Jakob de volgende ochtend verhaal kwam halen, merkte Laban sluw op dat het niet gepast was de jongste vóór de oudste uit te huwelijken. Hierop verplichtte Jakob zich nog eens zeven jaar voor Rachel te werken (Genesis 29:1-30).
Anders dan Lea kon Rachel geen kinderen krijgen, hetgeen tot een conflict tussen de zussen leidde, waarin Jakob speelbal werd van de belangen van beide vrouwen (Genesis 30:1-24). Nadat Lea en twee dienstmaagden Jakob tien zonen hebben gebaard, kreeg Rachel haar eerste zoon van Jakob: Jozef.
Na de geboorte van Jozef wilde Jakob terugkeren naar zijn geboortegrond en vroeg zijn schoonvader Laban toestemming om te vertrekken. Laban bood Jakob een beloning aan voor zijn trouwe dienst, maar Jakob vroeg bescheiden om een deel van de kudde. De motieven van Laban en Jakob in betreffende passage zijn onduidelijk, maar uiteindelijk bleef Jakob en werd een rijk man (Genesis 30:25-43). Jakob merkte dat Laban afgunstig werd en toen God hem opdroeg terug te gaan naar zijn geboortegrond, vluchtte hij uit Charan, waarbij Rachel stiekem de terafim (beeldjes van huisgoden) van haar vader stal. Toen Laban ontdekte dat Jakob met have en goed was vertrokken, zette hij de achtervolging in om de godsbeeldjes terug te halen en haalde Jakob na zeven dagen in. Toen een zoektocht naar de beeldjes niets opleverde door een list van Rachel, werd Jakob (die niet wist van de diefstal) woedend op Laban. Uiteindelijk sloten Jakob en Laban een verbond en gingen vriendelijk uiteen (Genesis 31).

### Terug in Kanaän

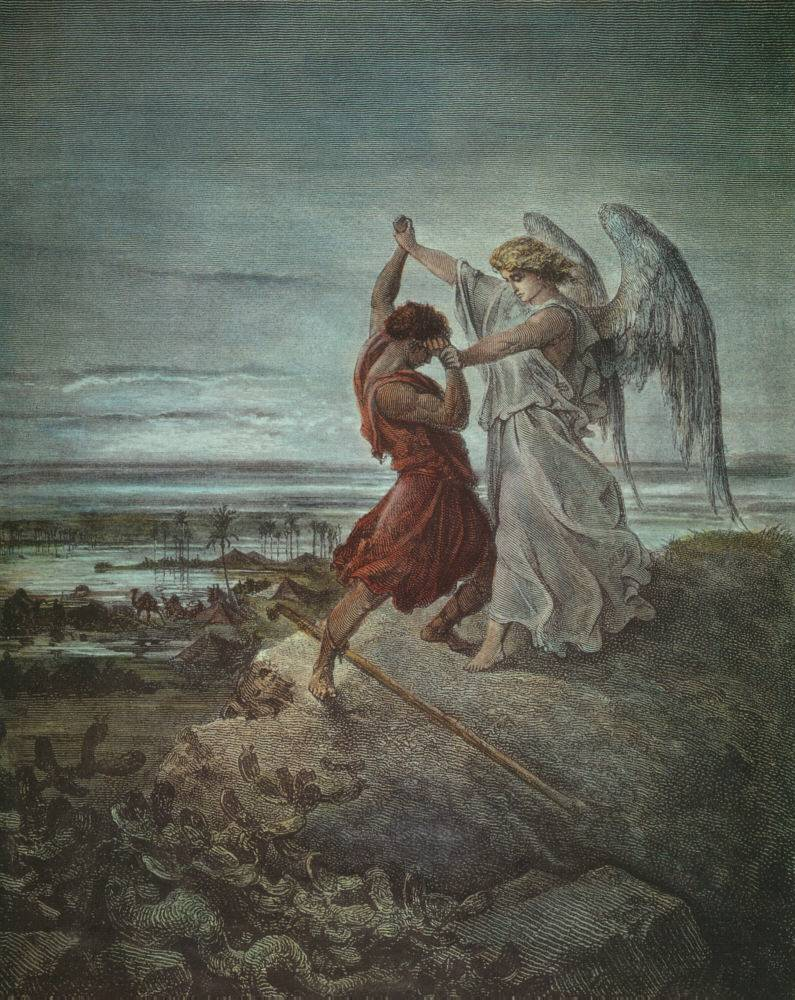
Gustave Doré: Jakob worstelt met de engel (1855)

Nadat Jakob zijn terugreis vervolgde, zond hij boden vooruit naar zijn broer Esau in Seïr, en vroeg hem als "dienaar" om zijn goede wil (Genesis 32:4-6). Nadat de boden terugkeerden en hem meldden dat Esau met 400 man op weg was, brak bij Jakob het angstzweet uit, verdeelde hij zijn gevolg in twee kampen (zodat bij een aanval van Esau ten minste de helft zou overleven) en stuurde hij geschenken richting Esau (Genesis 32:7-22).
De nacht voor de ontmoeting met Esau kenmerkt het keerpunt van het verhaal van Jakob: nadat hij de Jabbok was overgestoken, worstelde hij tot het morgenrood met God. Toen Jakob God om Zijn zegen vroeg, hernoemde Hij Jakob tot de theofore naam Israël 'omdat hij met God en mensen gestreden had en had gewonnen' en maakte hem mank door "de spier die boven het heupgewricht ligt" aan te raken. Dit verhaal markeert de overgang van de familiegeschiedenis van Jakob naar de volksgeschiedenis van Israël. Jakobs verzoek om zijn naam te onthullen, ontging de vreemdeling. Jakob zelf verklaarde de gebeurtenis door de plaats Peniël te noemen "want ik heb oog in oog gestaan met God en ben toch in leven gebleven" (andere vertalingen hanteren bij het laatste "en ik ben gered") (Genesis 32:23-33).
Na deze worsteling ontmoette Jakob Esau weer en volgde een verzoening. Jakob was zich bewust van zijn schuld aan Esau en overlaadde hem met geschenken, waarbij hij Esau erop wees dat zijn overvloed een zegen van God was. Hierna keerde Esau naar Seïr terug, terwijl Jakob naar Sukkot doorreisde (Genesis 33).
Tijdens de reis kwam Jakob in Sichem, waar de gelijknamige zoon van Chamor Jakobs dochter Dina verkrachtte. Haar broers Simeon en Levi bedachten een listige wraak om een verbinding door huwelijk aan dit volk te vermijden, waarbij ze de besnijdenis van alle mannen in Sichem eisten. Toen de mannen wondkoorts hadden, doodden Simeon en Levi hen allen (Genesis 34).
Na deze episode ontving Jakob een nieuwe opdracht van God: hij moest een altaar bouwen in Betel. Jakob begroef hierna alle godsbeeldjes die nog in de familie aanwezig waren, reisde met zijn complete gevolg af en bouwde een altaar in Betel. Hier werd Jakob andermaal hernoemd tot Israël. Tot slot van de ceremonie wijdde Jakob de plaats door er een wijnoffer op te brengen en olie over uit te gieten (Genesis 35:1-15). Deze perikoop deelt elementen uit het eerdere visioen van de jakobsladder en de worsteling met God.
In de omgeving van Efrat baarde Rachel haar tweede zoon, Benjamin, en stierf bij de bevalling (Genesis 35:16-20). Jakob reisde verder en kwam aan in Mamre (nu Hebron), waar zijn vader Isaak nog altijd leefde. Isaak stierf hierna op de leeftijd van 180 jaar en werd door Esau en Jakob begraven (Genesis 35:27-29).

### Het verhaal van Jozef
Nadat Jakob zich weer in Kanaän had gevestigd volgt het verhaal over zijn zoon Jozef, maar de zogenoemde toledot-formule ("dit is de geschiedenis van...") stelt het verhaal voor als de geschiedenis van Jakob (Genesis 37:2). Jakob vervulde in de vertellingen vanaf dit punt de rol van vader en niet meer de hoofdpersoon; de verdere verhaallijn is geschreven vanuit het perspectief van Juda. Er wordt verteld dat Jakob zielsveel van Jozef hield en zijn broers daarom jaloers werden. Zij verkochten Jozef aan Midjanitische handelaren die leverden aan Egypte, maar suggereerden Jakob dat Jozef was gedood door een roofdier door zijn kleed in bloed te dompelen en aan Jakob te tonen (Genesis 37).
Toen er een zware hongersnood uitbrak in Kanaän, stuurde Jakob zijn zoons naar Egypte om voedsel te kopen. Jozef was daar inmiddels opgeklommen tot machtigste man na de farao. Toen hij zijn broers herkende, maar zag dat zij hem niet herkenden, onthulde hij zijn identiteit niet en stelde hen op de proef om hun karakter te peilen. Toen hij overtuigd was van hun berouw inzake wat ze hem hadden aangedaan, maakte hij zich bekend (Genesis 39-45:15). Toen de farao hoorde dat de familie van Jozef in Egypte was, nodigde hij hen uit te blijven en boden te sturen naar Jakob, die nog in Kanaän was. Jakob geloofde pas dat Jozef nog leefde toen hij zijn rijke geschenken zag en stemde ermee in naar Egypte te verhuizen, naar Jozef, en zei: "Zo weet ik genoeg, mijn zoon Jozef is nog in leven. Ik wil naar hem toe, ik wil hem zien voordat ik sterf" (Genesis 45:16-28).

### Egypte, dood en begrafenis
Na de verhalen over Jozef keert het vertelperspectief terug naar Jakob als hoofdpersoon. God verscheen weer aan Jakob en bevestigde zijn eerdere beloftes, dus Jakob kon met een gerust hart naar Egypte afreizen. God beloofde Jakob te beschermen bij zijn reis naar Egypte en blikte vooruit naar de uittocht uit Egypte (Genesis 46:1-4).
In Egypte kwam het tot een emotioneel weerzien tussen Jakob en Jozef (Genesis 46:28-30). Jozef bereidde hierna een audiëntie voor bij de farao en gaf Jakob en zijn broers instructies wat zij moesten zeggen om te mogen wonen in de vruchtbare streek Gosen die geschikt was voor hun veehouderij. De farao willigde Jozefs verzoek al in voordat de 130-jarige Jakob op audiëntie was geweest. Na de audiëntie ging Jakob met zijn gevolg in Rameses wonen, op "grond in het beste deel van Egypte" (Genesis 46:31-47:12).
Na zeventien jaar in Egypte te hebben gewoond, stierf Jakob op 147-jarige leeftijd, omringd door zijn kinderen en kleinkinderen. Op zijn sterfbed hield hij een poëtische rede waarin hij profeteerde over al zijn zoons en blies de laatste adem uit (Genesis 47:28-49:33).
Hij had Jozef al laten zweren dat zijn lichaam zou worden begraven op een zeer expliciet aangeduide plek in Kanaän, bij Mamre (nu Hebron). Jozef liet het lichaam van Jakob balsemen en vroeg toestemming aan de farao om het lichaam van zijn vader te begraven op de door hem aangeduide plek. Nadat de farao toestemming had gegeven, reisden Jozef en zijn broers af en begroeven Jakob precies op de plek die door hem was aangeduid (Genesis 50:1-14).

## Historiciteit
De teksten in de Hebreeuwse Bijbel geven een genealogie van personen en opeenvolgende gebeurtenissen die de Bijbelse chronologie vanaf de tijd van Jakob het begin van het 2e millennium v.Chr. binnenleiden. Enkele namen van de protagonisten zijn ook bekend als west-semitische persoonsnamen in buitenbijbelse bronnen. Ook sommige sociaal-culturele aspecten die in het verhaal voorkomen, zoals huwelijksrituelen, douanewetten en gebruiken rondom de verkoop en aankoop van grond, weerspiegelen de procedures en gebruiken die blijken uit andere bronnen uit Mesopotamië uit deze periode, zoals kan worden gevonden in of gereconstrueerd op basis van bronnen die gevonden zijn Mari of Nuzi.
Maar er moet - zoals in het algemeen voor Bijbelse teksten geldt - onderscheid worden gemaakt tussen de periode die wordt beschreven en de periode waarin de gebeurtenissen zijn opgeschreven. Als het gaat om het verhaal over Jakob is het verschil tussen de tijd waarover wordt geschreven en de tijd waarin het verhaal definitief vorm kreeg meer dan duizend jaar.
Een historische Jakob kan daarom niet worden gevonden. Maar het is nog belangrijker dat het verhaal over Jakob niet als een biografie van een persoon moet worden gelezen. Als oorsprongsgeschiedenis geven ze geen historisch verslag, maar hebben als doel het zelfvertrouwen te wekken van degenen die ze in het heden van destijds hervertelden.

### Het ontstaan van het verhaal over Jakob
In een ver verleden van de oervaders en oermoeders van Israël ontstonden dus verhalen die als functie hadden de gemeenschap waarin ze verteld werden te vormen. Daarbij werden de verhalen dus niet alleen eenvoudig doorverteld, maar in relatie tot de actuele context aangepast. Ook al is het raamwerk waarin de verschillende onderdelen van de Pentateuch ontstonden omstreden - zoals hoe de tekst in detail is ontstaan, of oorspronkelijk zelfstandige teksten met elkaar zijn verbonden of dat teksten door redactie of compositie zijn ontstaan - de meeste wetenschappers nemen aan dat oorspronkelijk kleine, individuele overleveringen met elkaar werden verweven.
Als aanwijzing voor de plaats van ontstaan dienen de geografische aanwijzingen in het verhaal. Conclusies over de tijd van ontstaan kunnen de thema's zijn waar de verhalen over gaan, die te herleiden zijn tot een bepaalde fase in het ontstaan van de geschiedenis van Israël.
Het is opvallend dat de verhalen over Jakob zich vooral afspelen in het noorden van Palestina en  Transjordanië, zoals in Betel, Sichem, Penuël en Sukkot. Dit wijst erop dat degenen die over Jakob vertelden in die regio woonden. Dit wordt ondersteund door de traditie rondom een Jakobsfiguur die in Hosea 12 kan worden gevonden, waar gebeurtenissen in het noordelijke koninkrijk Israël worden behandeld. Als we aannemen dat Hosea 12 teruggreep op een oudere traditie, kan uit de verhalen over Jakob een kern worden waargenomen, die de bewoners van het noordelijke koninkrijk in de periode vóór 722 v.Chr. van een rolmodel voorzag.
Het is goed mogelijk dat de traditie na de val van het noordelijke koninkrijk in 722 v.Chr. verschoof naar het zuidelijke koninkrijk Juda. Aangezien de verhalen over Abraham vooral in het zuiden stand hielden, is het aannemelijk dat in Juda de overleveringen over Abraham en Jakob verbonden werden tot één groot verhaal, waartoe ook de verhalen over Jakobs zoon Jozef gingen behoren. Door deze nieuwe ontstaansgeschiedenis werden noord en zuid met elkaar verbonden en werd de verbindende factor dominant in de vertellingen.

## Receptie

### Nieuwe Testament
In het Nieuwe Testament verschijnt Jakob bovenal als voorvader van Jezus in zijn stamboom (Matteüs 1:2, Lucas 3:34). Daarnaast wordt hij vooral genoemd als lid van de triade van aartsvaders (Handelingen 7:8) en met beroep op de oorspronkelijke identificatie van JHWH in Exodus 3:6 als "de God van Abraham, de God van Isaak en de God van Jakob" (Matteüs 22:32; Markus 12:26; Lucas 20:37, Handelingen 3:13, 7:32) en één keer in de frase "God van Jakob" (Handelingen 7:46).
In de terugblik op de heilsgeschiedenis door Stefanus worden de vertellingen in Genesis geduid: Jakob stuurde zijn zonen naar Egypte (Handelingen 7:12) en werd daar door zijn zoon Jozef naartoe gehaald, waar hij stierf. Zijn lichaam werd bijgezet in het graf in Sichem dat Abraham had gekocht (Handelingen 7:14-16). Hieruit wordt duidelijk: de ontstaansgeschiedenis van Israël en de terugblik op een ver verleden zijn ook in de context van de dood en opstanding van Jezus bruikbaar om de identiteit van Jezus' aanhangers te vormen.
Deze overtuiging werd in het licht van de afwijzing van Jezus door de Joden en het zich wenden tot de heidenen verder benadrukt. In deze context verschijnen Abraham, Isaak en Jakob als eschatologische figuren, aan wiens gemeenschapsmaaltijden wordt deelgenomen door "velen uit het oosten en uit het westen", terwijl degenen die Jezus verwerpen in de duisternis buiten worden geworpen (Matteüs 8:11-12; Lucas 13:28). Omdat God in verband met de vraag over de opstanding de God van de levenden werd genoemd, werden Abraham, Isaak en Jakob als destijds in leven genoemd (Matteüs 22:32, Markus 12:26; Lucas 20:37).
In de annunciatie door aartsengel Gabriël aan Maria werd de profetische benaming van Israël gebruikt. Het ongeboren kind werd de troon van zijn voorvader David in het vooruitzicht gesteld en de heerschappij over "het volk van Jakob" (Lucas 1:33), waardoor Jezus als voortzetting werd gezien in de heilsgeschiedenis van Israël. Herstel voor Israël en redding werd ook door Paulus in het vooruitzicht gesteld en gebruikte daarbij een schriftcitaat van een profetische uitspraak waarin Jakob heel Israël aanduidde (Romeinen 11:26).
In de anonieme brief aan de Hebreeën verscheen Jakob als geloofsgetuige na Abel, Henoch, Noach en Abraham. Samen met Isaak werd hij genoemd als mede-erfgenaam van het land dat Abraham was beloofd en waarin zij in tenten woonden (Hebreeën 11:9). Hierbij werd expliciet een beroep gedaan op de narratieve traditie die als bewijs van het geloof van de aartsvaders werd aangevoerd, namelijk dat Isaak door geloof zijn tweelingzonen zegende, zoals Jakob op zijn sterfbed de twee zonen van Jozef zegende (Hebreeën 11:20-21).
Teruggrijpend op de narratieve tegenstelling tussen Jakob en Esau in Maleachi 1:2-3, verduidelijkte Paulus dat God mensen kiest uit Zijn vrije wil, niet op basis van daden van de mens (Romeinen 9:11-13): nog in het lichaam van zijn moeder, dus voordat zijn handelen ethisch kon worden beoordeeld, koos God al voor de jongste en deelde dit via een orakel mee aan Rebekka (Genesis 25:23). De aangescherpte Jakobstraditie in Maleachi - "Toch heb ik Jakob liefgehad en Esau gehaat" - werd dan ook door Paulus opgevat als een aanwijzing voor de acceptatie door genade van God.
De manier waarop de nieuwtestamentische geschriften met de literaire persoon Jakob en het collectieve symboolfiguur Jakob omgaan, laat zien dat zij nog sterk leunden op de Joodse heilsgeschiedenis en de creatieve interpretatie van de verhaaltraditie. Jakob is een herkenbaar figuur, waarmee Jezus door genealogie als verwante wordt beschouwd. Door de frase "God van Jakob" werd enerzijds de continuïteit van het Godsidee duidelijk, anderzijds de verwijzing naar Israël. Jakob zelf is het "voorbeeld van hoop" en in samenhang met geloof in de opstanding markeerde hij als levend persoon de tijd- en ruimte-omvattende gemeenschap van Gods koninkrijk.

### Kerkvaders
Bij de kerkvaders gold Jakob als voorloper van Christus. Voor Ireneüs van Lyon duidde Jakob met de beide zusters en hun dienstmeisjes aan hoe Christus vrijen en slaven op gelijke wijze tot kinderen Gods maakt. Jakobs reis naar Charan om een vrouw te zoeken, duidde voor Caesarius van Arles de verwachting van Christus' komst in de wereld aan om met zijn Kerk te trouwen. Dat Jakob Rachel bij een bron aantreft, was volgens hem een beeld dat aanduidt dat Christus de Kerk bij het water van de doop zal vinden. Zoals Jakob een voorafschaduwing was van Christus, zo waren zijn twaalf zonen dat van de twaalf apostelen.
Het verhaal over Jakob werd echter zowel op individuele personen als op de Kerk in zijn geheel toegepast. Origenes zag in de problemen die Rebekka tijdens haar zwangerschap had, een aanduiding voor de innerlijke conflicten van iedere gelovige. Augustinus zag de innerlijke strijd tussen goed en kwaad afgebeeld door Jakobs worsteling in Jabbok. Voor Caesarius van Arles duidde de succesvolle vermeerdering van schapen aan hoe Joden en heidenen zouden worden verenigd in Christus. Justinus zag in de twee zussen Lea en Rachel een symbool voor de Synagoge en de Kerk.

## Jakobs stamboom
|              |              |              |              |                |                |                |                |                |                |               |               | ?             | ?             | ?               | ?               | ?               | ?               |                 |                 |             |             | Terach | Terach | Terach      | Terach      | Terach      | Terach      |             |             |       |       | ?               | ?               | ?               | ?               | ?               | ?               |  |  |                |                |                |                |                |                |       |       |             |             |             |             |             |             |  |  |  |  |  |  |  |  |  |  |  |  |
|              |              |              |              |                |                |                |                |                |                |               |               | ?             | ?             | ?               | ?               | ?               | ?               |                 |                 |             |             | Terach | Terach | Terach      | Terach      | Terach      | Terach      |             |             |       |       | ?               | ?               | ?               | ?               | ?               | ?               |  |  |                |                |                |                |                |                |       |       |             |             |             |             |             |             |  |  |  |  |  |  |  |  |  |  |  |  |
|              |              |              |              |                |                |                |                |                |                |               |               |               |               |                 |                 |                 |                 |                 |                 |             |             |        |        |             |             |             |             |             |             |       |       |                 |                 |                 |                 |                 |                 |  |  |                |                |                |                |                |                |       |       |             |             |             |             |             |             |  |  |  |  |  |  |  |  |  |  |  |  |
|              |              |              |              |                |                |                |                |                |                |               |               |               |               |                 |                 |                 |                 |                 |                 |             |             |        |        |             |             |             |             |             |             |       |       |                 |                 |                 |                 |                 |                 |  |  |                |                |                |                |                |                |       |       |             |             |             |             |             |             |  |  |  |  |  |  |  |  |  |  |  |  |
|              |              |              |              | Nachor         | Nachor         | Nachor         | Nachor         | Nachor         | Nachor         |               |               |               |               | Haran           | Haran           | Haran           | Haran           | Haran           | Haran           |             |             |        |        | Abraham     | Abraham     | Abraham     | Abraham     | Abraham     | Abraham     |       |       | Sara            | Sara            | Sara            | Sara            | Sara            | Sara            |  |  | Hagar          | Hagar          | Hagar          | Hagar          | Hagar          | Hagar          |       |       | Ketura      | Ketura      | Ketura      | Ketura      | Ketura      | Ketura      |  |  |  |  |  |  |  |  |  |  |  |  |
|              |              |              |              |                | Nachor         | Nachor         | Nachor         | Nachor         | Nachor         |               |               |               |               | Haran           | Haran           | Haran           | Haran           | Haran           | Haran           |             |             |        |        | Abraham     | Abraham     | Abraham     | Abraham     | Abraham     | Abraham     |       |       | Sara            | Sara            | Sara            | Sara            | Sara            | Sara            |  |  | Hagar          | Hagar          | Hagar          | Hagar          | Hagar          | Hagar          |       |       | Ketura      | Ketura      | Ketura      | Ketura      | Ketura      | Ketura      |  |  |  |  |  |  |  |  |  |  |  |  |
|              |              |              |              |                |                |                |                |                |                |               |               |               |               |                 |                 |                 |                 |                 |                 |             |             |        |        |             |             |             |             |             |             |       |       |                 |                 |                 |                 |                 |                 |  |  |                |                |                |                |                |                |       |       |             |             |             |             |             |             |  |  |  |  |  |  |  |  |  |  |  |  |
|              |              |              |              |                |                |                |                |                |                |               |               |               |               |                 |                 |                 |                 |                 |                 |             |             |        |        |             |             |             |             |             |             |       |       |                 |                 |                 |                 |                 |                 |  |  |                |                |                |                |                |                |       |       |             |             |             |             |             |             |  |  |  |  |  |  |  |  |  |  |  |  |
|              |              |              |              | Betuël         | Betuël         | Betuël         | Betuël         | Betuël         | Betuël         |               |               | Milka         | Milka         | Milka           | Milka           | Milka           | Milka           |                 |                 | Jiska       | Jiska       | Jiska  | Jiska  | Jiska       | Jiska       |             |             | Lot         | Lot         | Lot   | Lot   | Lot             | Lot             |                 |                 |                 |                 |  |  |                |                |                |                |                |                |       |       | Zes zoons   | Zes zoons   | Zes zoons   | Zes zoons   | Zes zoons   | Zes zoons   |  |  |  |  |  |  |  |  |  |  |  |  |
|              |              |              |              | Betuël         | Betuël         | Betuël         | Betuël         | Betuël         | Betuël         |               |               | Milka         | Milka         | Milka           | Milka           | Milka           | Milka           |                 |                 | Jiska       | Jiska       | Jiska  | Jiska  | Jiska       | Jiska       |             |             | Lot         | Lot         | Lot   | Lot   | Lot             | Lot             |                 |                 |                 |                 |  |  |                |                |                |                |                |                |       |       | Zes zoons   | Zes zoons   | Zes zoons   | Zes zoons   | Zes zoons   | Zes zoons   |  |  |  |  |  |  |  |  |  |  |  |  |
|              |              |              |              |                |                |                |                |                |                |               |               |               |               |                 |                 |                 |                 |                 |                 |             |             |        |        |             |             |             |             |             |             |       |       |                 |                 |                 |                 |                 |                 |  |  |                |                |                |                |                |                |       |       |             |             |             |             |             |             |  |  |  |  |  |  |  |  |  |  |  |  |
|              |              |              |              |                |                |                |                |                |                |               |               |               |               |                 |                 |                 |                 |                 |                 |             |             |        |        |             |             |             |             |             |             |       |       |                 |                 |                 |                 |                 |                 |  |  |                |                |                |                |                |                |       |       |             |             |             |             |             |             |  |  |  |  |  |  |  |  |  |  |  |  |
|              |              |              |              | Laban          | Laban          | Laban          | Laban          | Laban          | Laban          |               |               | Rebekka       | Rebekka       | Rebekka         | Rebekka         | Rebekka         | Rebekka         |                 |                 |             |             |        |        |             |             |             |             |             |             |       |       | Isaak           | Isaak           | Isaak           | Isaak           | Isaak           | Isaak           |  |  | Ismael         | Ismael         | Ismael         | Ismael         | Ismael         | Ismael         |       |       |             |             |             |             |             |             |  |  |  |  |  |  |  |  |  |  |  |  |
|              |              |              |              | Laban          | Laban          | Laban          | Laban          | Laban          | Laban          |               |               | Rebekka       | Rebekka       | Rebekka         | Rebekka         | Rebekka         | Rebekka         |                 |                 |             |             |        |        |             |             |             |             |             |             |       |       | Isaak           | Isaak           | Isaak           | Isaak           | Isaak           | Isaak           |  |  | Ismael         | Ismael         | Ismael         | Ismael         | Ismael         | Ismael         |       |       |             |             |             |             |             |             |  |  |  |  |  |  |  |  |  |  |  |  |
|              |              |              |              |                |                |                |                |                |                |               |               |               |               |                 |                 |                 |                 |                 |                 |             |             |        |        |             |             |             |             |             |             |       |       |                 |                 |                 |                 |                 |                 |  |  |                |                |                |                |                |                |       |       |             |             |             |             |             |             |  |  |  |  |  |  |  |  |  |  |  |  |
|              |              |              |              |                |                |                |                |                |                |               |               |               |               |                 |                 |                 |                 |                 |                 |             |             |        |        |             |             |             |             |             |             |       |       |                 |                 |                 |                 |                 |                 |  |  |                |                |                |                |                |                |       |       |             |             |             |             |             |             |  |  |  |  |  |  |  |  |  |  |  |  |
| Lea          | Lea          | Lea          | Lea          | Lea            | Lea            |                |                | Rachel         | Rachel         | Rachel        | Rachel        | Rachel        | Rachel        |                 |                 |                 |                 | Jakob           | Jakob           | Jakob       | Jakob       | Jakob  | Jakob  |             |             |             |             | Bilha       | Bilha       | Bilha | Bilha | Bilha           | Bilha           |                 |                 |                 |                 |  |  |                |                |                |                | Zilpa          | Zilpa          | Zilpa | Zilpa | Zilpa       | Zilpa       |             |             |             |             |  |  |  |  |  |  |  |  |  |  |  |  |
| Lea          | Lea          | Lea          | Lea          | Lea            | Lea            |                |                | Rachel         | Rachel         | Rachel        | Rachel        | Rachel        | Rachel        |                 |                 |                 |                 | Jakob           | Jakob           | Jakob       | Jakob       | Jakob  | Jakob  |             |             |             |             | Bilha       | Bilha       | Bilha | Bilha | Bilha           | Bilha           |                 |                 |                 |                 |  |  |                |                |                |                | Zilpa          | Zilpa          | Zilpa | Zilpa | Zilpa       | Zilpa       |             |             |             |             |  |  |  |  |  |  |  |  |  |  |  |  |
|              |              |              |              |                |                |                |                |                |                |               |               |               |               |                 |                 |                 |                 |                 |                 |             |             |        |        |             |             |             |             |             |             |       |       |                 |                 |                 |                 |                 |                 |  |  |                |                |                |                |                |                |       |       |             |             |             |             |             |             |  |  |  |  |  |  |  |  |  |  |  |  |
|              |              |              |              |                |                |                |                |                |                |               |               |               |               |                 |                 |                 |                 |                 |                 |             |             |        |        |             |             |             |             |             |             |       |       |                 |                 |                 |                 |                 |                 |  |  |                |                |                |                |                |                |       |       |             |             |             |             |             |             |  |  |  |  |  |  |  |  |  |  |  |  |
|              |              |              |              |                |                | Jozef          | Jozef          | Jozef          | Jozef          | Jozef         | Jozef         |               |               | Benjamin (stam) | Benjamin (stam) | Benjamin (stam) | Benjamin (stam) | Benjamin (stam) | Benjamin (stam) |             |             |        |        | Dan (stam)  | Dan (stam)  | Dan (stam)  | Dan (stam)  | Dan (stam)  | Dan (stam)  |       |       | Naftali (stam)  | Naftali (stam)  | Naftali (stam)  | Naftali (stam)  | Naftali (stam)  | Naftali (stam)  |  |  | Gad (stam)     | Gad (stam)     | Gad (stam)     | Gad (stam)     | Gad (stam)     | Gad (stam)     |       |       | Aser (stam) | Aser (stam) | Aser (stam) | Aser (stam) | Aser (stam) | Aser (stam) |  |  |  |  |  |  |  |  |  |  |  |  |
|              |              |              |              |                |                | Jozef          | Jozef          | Jozef          | Jozef          | Jozef         | Jozef         |               |               | Benjamin (stam) | Benjamin (stam) | Benjamin (stam) | Benjamin (stam) | Benjamin (stam) | Benjamin (stam) |             |             |        |        | Dan (stam)  | Dan (stam)  | Dan (stam)  | Dan (stam)  | Dan (stam)  | Dan (stam)  |       |       | Naftali (stam)  | Naftali (stam)  | Naftali (stam)  | Naftali (stam)  | Naftali (stam)  | Naftali (stam)  |  |  | Gad (stam)     | Gad (stam)     | Gad (stam)     | Gad (stam)     | Gad (stam)     | Gad (stam)     |       |       | Aser (stam) | Aser (stam) | Aser (stam) | Aser (stam) | Aser (stam) | Aser (stam) |  |  |  |  |  |  |  |  |  |  |  |  |
|              |              |              |              |                |                |                |                |                |                |               |               |               |               |                 |                 |                 |                 |                 |                 |             |             |        |        |             |             |             |             |             |             |       |       |                 |                 |                 |                 |                 |                 |  |  |                |                |                |                |                |                |       |       |             |             |             |             |             |             |  |  |  |  |  |  |  |  |  |  |  |  |
|              |              |              |              | Manasse (stam) | Manasse (stam) | Manasse (stam) | Manasse (stam) | Manasse (stam) | Manasse (stam) |               |               | Efraïm (stam) | Efraïm (stam) | Efraïm (stam)   | Efraïm (stam)   | Efraïm (stam)   | Efraïm (stam)   |                 |                 |             |             |        |        |             |             |             |             |             |             |       |       |                 |                 |                 |                 |                 |                 |  |  |                |                |                |                |                |                |       |       |             |             |             |             |             |             |  |  |  |  |  |  |  |  |  |  |  |  |
|              |              |              |              | Manasse (stam) | Manasse (stam) | Manasse (stam) | Manasse (stam) | Manasse (stam) | Manasse (stam) |               |               | Efraïm (stam) | Efraïm (stam) | Efraïm (stam)   | Efraïm (stam)   | Efraïm (stam)   | Efraïm (stam)   |                 |                 |             |             |        |        |             |             |             |             |             |             |       |       |                 |                 |                 |                 |                 |                 |  |  |                |                |                |                |                |                |       |       |             |             |             |             |             |             |  |  |  |  |  |  |  |  |  |  |  |  |
|              |              |              |              |                |                |                |                |                |                |               |               |               |               |                 |                 |                 |                 |                 |                 |             |             |        |        |             |             |             |             |             |             |       |       |                 |                 |                 |                 |                 |                 |  |  |                |                |                |                |                |                |       |       |             |             |             |             |             |             |  |  |  |  |  |  |  |  |  |  |  |  |
| Ruben (stam) | Ruben (stam) | Ruben (stam) | Ruben (stam) | Ruben (stam)   | Ruben (stam)   |                |                | Simeon (stam)  | Simeon (stam)  | Simeon (stam) | Simeon (stam) | Simeon (stam) | Simeon (stam) |                 |                 | Levi (stam)     | Levi (stam)     | Levi (stam)     | Levi (stam)     | Levi (stam) | Levi (stam) |        |        | Juda (stam) | Juda (stam) | Juda (stam) | Juda (stam) | Juda (stam) | Juda (stam) |       |       | Issachar (stam) | Issachar (stam) | Issachar (stam) | Issachar (stam) | Issachar (stam) | Issachar (stam) |  |  | Zebulon (stam) | Zebulon (stam) | Zebulon (stam) | Zebulon (stam) | Zebulon (stam) | Zebulon (stam) |       |       | Dina        | Dina        | Dina        | Dina        | Dina        | Dina        |  |  |  |  |  |  |  |  |  |  |  |  |